# New Westminster Royals (PCHA)
Die New Westminster Royals waren eine kanadische Eishockeymannschaft aus New Westminster, British Columbia. Die Mannschaft spielte von 1911 bis 1914 in der Pacific Coast Hockey Association.

## Geschichte
Das Franchise der New Westminster Royals war in der Saison 1912 zusammen mit den Vancouver Millionaires und Victoria Aristocrats eines der drei Gründungsmitglieder der Pacific Coast Hockey Association. In ihrer ersten Spielzeit konnte sie auf Anhieb den Meistertitel der Liga gewinnen. In den Spielzeiten 1912/13 und 1913/14 belegten die Royals jeweils den zweiten Platz bei gleicher Teilnehmerkonstellation. Anschließend wurde die Mannschaft zur Saison 1914/15 nach Portland, Oregon, umgesiedelt und setzte den Spielbetrieb in der PCHA unter dem Namen Portland Rosebuds fort.
Von 1945 bis 1959 spielte eine gleichnamige Mannschaft in der Pacific Coast Hockey League sowie der Western Hockey League. Auch mehrere Mannschaften der kanadischen Juniorenliga British Columbia Hockey League nannten sich New Westminster Royals.